# Nötsch im Gaital
Nötsch im Gaital (slovinsky Čajna) je tržní obec v Rakousku ve spolkové zemi Korutany v okrese Villach-venkov.  Leží v údolí řeky Gail na jihu země, na úpatí Villašských Alp, jižní hranici tvoří Gail ve výšce 540 metrů nad mořem. Na severu se svahy zvedají na Dobratsch do výšky až 2166 metrů. K 1. 1. 2023 zde žilo 2 336 obyvatel.
Nötsch im Gailtal má rozlohu 42,72 km². Z toho 23 procent tvoří zemědělská půda, 55 procent les a 16 procent vysokohorský terén.

## Administrativní členění
Obec se skládá ze tří katastrálních území, které mají názvy v němčině a slovinštině: Kerschdorf im Gailtal (Črešnje), Saak (Čače) a Sankt Georgen (Šentjurij)rt. Patří do nich 17 místních částí (v závorce je počet obyvatel):
- Bach/Potok (45)
- Dellach/Dole (16)
- Emmersdorf/Šmerče (46)
- Förk/Borče (127)
- Glabatschach/Globače (8)
- Hermsberg/Rute (26)
- Kerschdorf/Črešnje (137)
- Kreublach/Hriblje (34)
- Kühweg/Skovče (69)
- Labientschach/Labenče (217)
- Michelhofen/Mišelče (43)
- Nötsch/Čajna (892)
- Poglantschach/Poklanče (45)
- Saak/Čače (330)
- St. Georgen im Gailtal/Šentjurij v Ziljski dolini (101)
- Semering/Semreče (96)
- Wertschach/Dvorče (100)

## Historie
Území obce a její okolí byly osídleny od doby laténské. Cenný soubor keltských zbraní byl ze souboru archeologických nálezů vyrabován roku 1989 v Laas-Riegel bei Förz a rozprodán ve švýcarském obchodě se starožitnostmi. Po rozsáhlé pátrací policejní akci byly dvě třetiny souboru získány do Römisch-Germanisches Zentralmusea v Mohuči a jedna třetina vrácena do Korutanska, ta je uložena v Korutanském zemském muzeu v Klagenfurtu. 
První písemná zmínka o obci Nötsch pochází z roku 1253. Zemětřesení 25. ledna 1348 s epicentrem v Dobratschi způsobilo sesuv kamení z hor, jímž byly pobořeny mnohé domy v obci. K podobně ničivému sesuvu kamení došlo také v letech 1848 a 1851, kdy byly pobořeny i mosty.
Významnou se obec stala po roce 1918, kdy zde malíř Anton Kolig založil svou školu rakouského avantgardního malířství. Kolem ní se vytvořil okruh malířů, pro který se vžilo označení Nötschské sdružení nebo Nötschský kroužek (Nötscher Kreis).

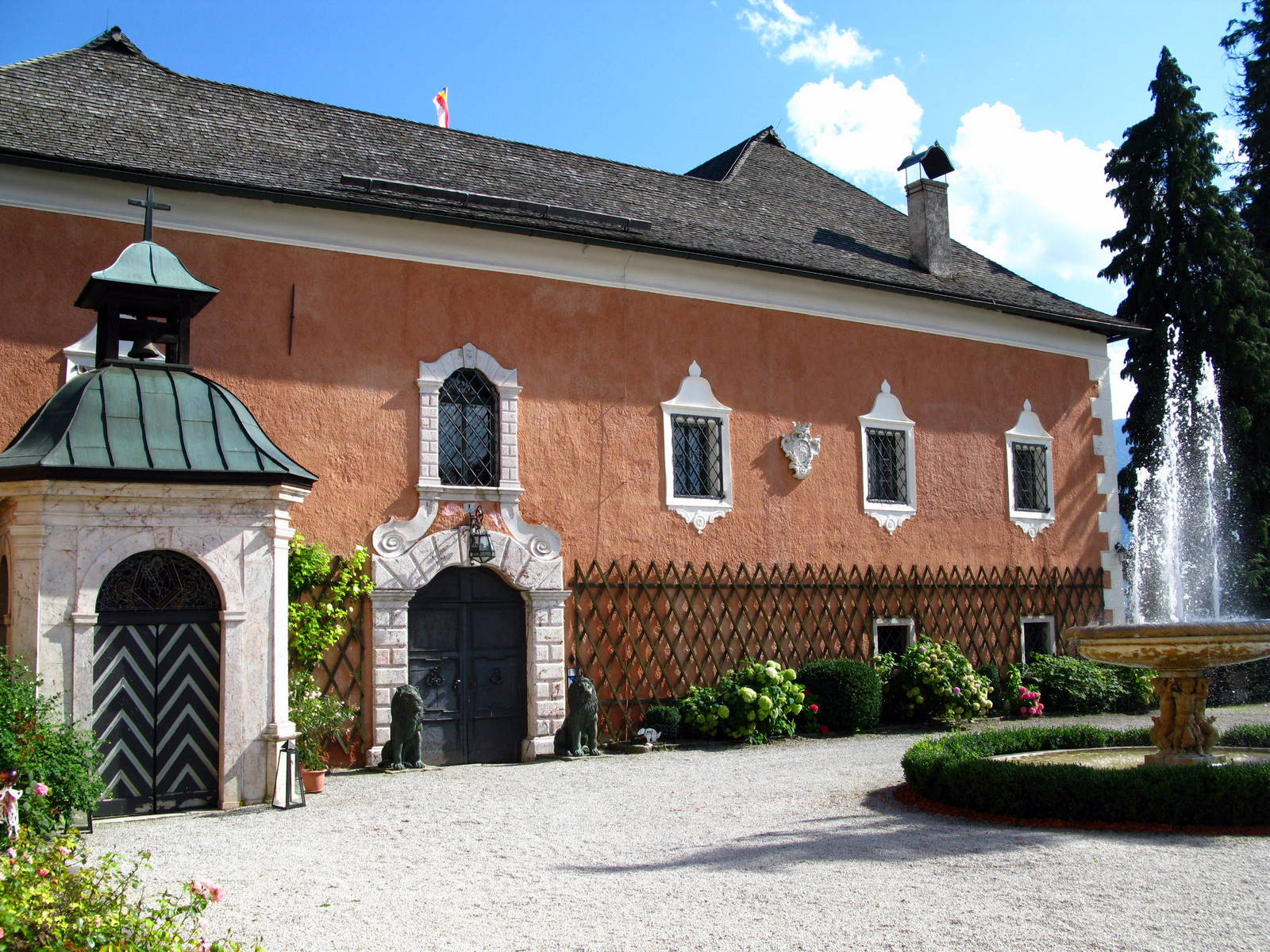
zámek Wasserleonburg

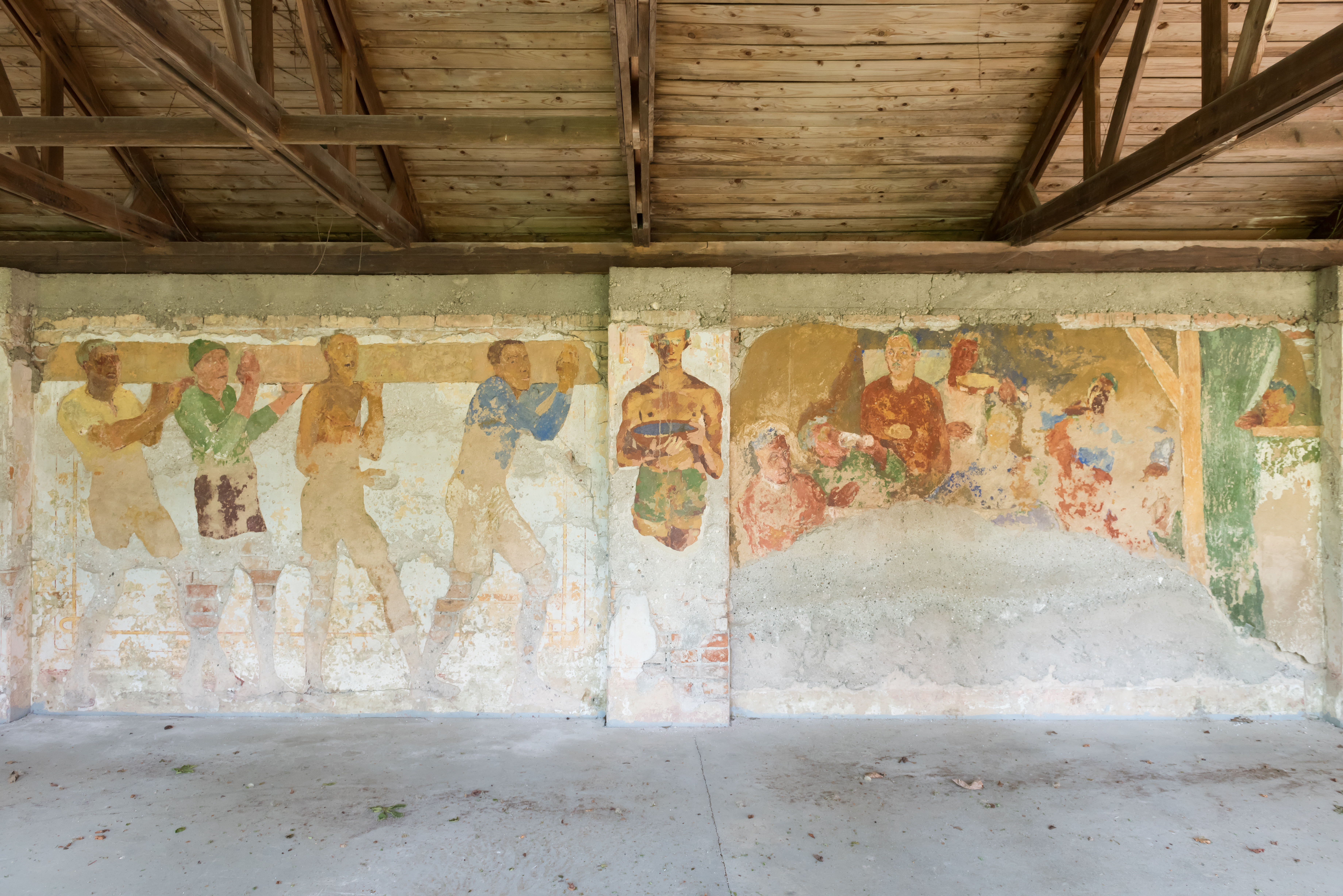
Freska Antona Koliga v domě č. 14

17. prosince 1944 byl Nötsch bombardován Spojenci. Pod troskami domů zahynulo několik místních občanů a další byli zraněni, jako např. malíř Anton Kolig.

## Památky
- Farní kostel sv. Kanciána v Saaku, pozdně gotický chrám se hřbitovem; uvnitř pozdně gotická freska Krista Bolestného, na vnější stěně náhrobní freska madona mezi anděly Antona Koliga z roku 1930
- 'Filiální kostel sv. Mikuláše
- Zámek 'Wasserleonburg s farmou, v místní části Saak
- Zámek Kerscheneck
- Dům č. 14, bývalý hostinec, uvnitř fresky Antona Koliga
- Korutanské lidové domy s kamennými základy a dřevem hrázděnou konstrukcí
- Muzeum Nötschského sdružení malířů

## Osobnosti spjaté s Nötschem
- Anton Kolig (1890–1958) – rakouský malíř a učitel zdejšího sdružení, je pohřben  v Saaku
- Sebastian Isepp (1884–1954), rakouský malíř spjatý s Nötschským sdružením malířů
- Franz Wiegele (1887–1944), rakouský malíř Nötschského sdružení
- Bohdan Heřmanský (1900–1974), český malíř, částečně spjatý s Nötschským sdružením
- Hermine Wiegele (* 1939), pekařka, iniciátorka Muzea Nötschského sdružení malířů